# Undersåkers samrealskola
Undersåkers samrealskola var en realskola i Järpen verksam från 1943 till 1967. 

## Historia
Skolan inrättades 1936 som en högra folkskola ombildades 1943 till en kommunal mellanskola. Denna ombildades från 1947 successivt till Undersåkers samrealskola.
Realexamen gavs från 1943 till 1967.
Skolbyggnaden används efter realskoletiden av Racklöfska skolan.